# 両國梶之助 (大関)
両國 梶之助（りょうごく かじのすけ、1664年〈寛文4年〉 - 1708年2月15日〈宝永5年1月24日〉）は因幡国気多郡宝木村（現・鳥取県鳥取市気高町）出身の大相撲力士。本名は澤山彌太郎。現存する最古の勧進相撲の番付（1699年〈元禄12年〉・京都）および大坂で初めて行われた勧進相撲の番付（1702年〈元禄15年〉）に大関として名を載せている。

## 略歴
鳥取藩の抱え。初め浮舟を名乗るが、取り組む相手がいなくなるほど強くなったので「汲む人もなき山の井の水」の古歌から山の井と名付けられ、さらに因幡国・伯耆国の因伯二州にたてつくものなしと藩主池田光仲から両國の名が与えられた。「両國梶之助」の初代である。上記のように京・大坂の他、江戸の弁天町牛込七軒町の末弁天社に奉納された番付絵馬にも「相関」（大関と同格）として名があり各地で活躍した強豪であったとされる。186 cm、150 kg。晩年は但馬国（兵庫県）の湯村温泉にて接骨を業としその術は後世にまで伝えられたという。大変な怪力だったようで、ある時、御用木無次右衛門（同時期に活躍した巨漢・大関）が外で風呂に入っていたところ、馬が通れぬと騒ぎになり、これを聞きつけた両國が御用木が浸かったままの風呂桶ごと抱え上げ移動させたという逸話が残されている。